# Sovereign (album)
Sovereign to EP zespołu Neurosis, wydana w 2000 roku, drugi w historii owoc współpracy zespołu z producentem Steve'em Albinim. Materiał zawarty na niej zapowiada już zmiany brzmieniowe, uwidocznione na następnym pełnym krążku - "A Sun That Never Sets".

## Spis utworów
1. Prayer
2. An Offering
3. Flood
4. Sovereign